# Утлан
Утлан — река в России, течёт по территории Троицко-Печорского района Республики Коми. Образуется слиянием рек Северная и Сточная на высоте 189 м над уровнем моря. Устье реки находится в 1648 км по левому берегу Печоры. Длина реки составляет 24 км. Площадь водосборного бассейна — 367 км².

## Данные водного реестра
По данным государственного водного реестра России относится к Двинско-Печорскому бассейновому округу, водохозяйственный участок реки — Печора от истока до водомерного поста у посёлка Шердино, речной подбассейн реки — Бассейны притоков Печоры до впадения Усы. Речной бассейн реки — Печора.
Код объекта в государственном водном реестре — 03050100112103000057634.